# William Andrews Clark
William Andrews Clark, Sr. (n. 8 ianuarie 1839 – 2 martie 1925) a fost un politician, senator al Senatului Statelor Unite ale Americii, bancher și antreprenor american acționând în minerit, finanțe și căi ferate. A fost tatăl lui William Andrews Clark, Jr..

## Biografie
Clark s-a născut în Connellsville, Pennsylvania.  S-a mutat împreună familia sa în statul Iowa în 1856 unde a studiat dreptul la Iowa Wesleyan College.  După ce a lucrat în minele de cuarț din statul Colorado, în 1863, Clark s-a îndreptat spre statul Montana pentru a-și găsi propria sa avere în goana după aur locală.